# Juan de Ortega Montañés
Juan de Ortega Cano Montañez y Patiño (Llanes, Asturias, 3 de julio de 1627-México, Nueva España, 16 de diciembre de 1708) fue un eclesiástico y administrador virreinal español. Fue obispo de Durango, de Santiago de Guatemala y de Michoacán y fue arzobispo de México desde 1700 hasta su fallecimiento.

## Biografía
El origen según las fuentes es incierto, parece más probable que naciera en Llanes pero algunas fuentes proponen Siles o Cartagena en 1627.
Estudió en la Universidad de Alcalá, en el Colegio de Málaga.
Fiscal de la Inquisición en la Nueva España en 1662; fue inquisidor mayor de Nueva España durante doce años; obispo (1673), 31.eɽ virrey de la Nueva España del 27 de febrero de 1696 al 18 de diciembre de 1696, y fue arzobispo de México. Tuvo que sofocar el primer movimiento estudiantil de protesta en el Nuevo Mundo: los estudiantes de la Real y pontificia universidad de México quisieron quemar la picota que estaba en la plaza de armas "como una manifestación vejatoria del poder de la monarquía".
En 1675 fue nombrado obispo de Guardiana, Durango. En Guatemala fundó en 1677 el convento de Carmelitas Descalzas y presidió la inauguración de la Catedral en 1680. En 1682 fue nombrado obispo de Michoacán. En 1685 promulgó Ordenanzas, preceptos y direcciones con que se previene a los curas beneficiados, doctrineros y jueces eclesiásticos para el cumplimiento de las obligaciones de cada uno. También fue autor de Instrucción reservada al Conde de Moctezuma.
De nuevo fue el 33.º virrey de la Nueva España entre el 4 de noviembre de 1701 y el 27 de noviembre de 1702, nombrado en el cargo por decreto real expedido durante el reinado de Felipe V integrante de la Casa de Borbón. Preparó la defensa de las costas y reparó la armada de Barlovento. Envió una flota cargada de tesoros, que fue hundida por holandeses y británicos en el puerto de Vigo.
Falleció en la Ciudad de México, el 16 de diciembre de 1708, en cuya catedral reposan sus restos mortales.